# Jerónimo Napoleón Carlos Bonaparte
Jerónimo Napoleón Carlos Bonaparte, Príncipe de Montfort (Jérôme Napoléon Charles Bonaparte en francés; 24 de agosto de 1814 - 12 de mayo de 1847) era hijo de Jerónimo Bonaparte y sobrino de Napoleón I, emperador de Francia, y soldado al servicio del reino alemán de Wurtemberg.

## Biografía
Jerónimo Napoléon fue el primogénito de Jerónimo Bonaparte y su segunda esposa la Princesa Catalina de Württemberg, nacido en Trieste. El año anterior habían sido depuestos como reyes del Reino de Westfalia, reino creado para Jerónimo por su hermano mayor Napoleón. El abuelo materno de Jerónimo Napoléon, el rey Federico I de Württemberg, había dado a su yerno y su hija el príncipe y la princesa de los condados de Montfort, y Jerónimo Napoléon utilizó este título de cortesía a lo largo de su vida.
Desde 1832, Jerónimo Napoleón y su familia vivieron en la corte de su tío materno, el rey Guillermo I de Württemberg. Estudió en la academia militar de Ludwigsburg (Ludwigsburg) y sirvió en el ejército, alcanzando el rango de Hauptmann (capitán) en 1834, el de mayor en 1840, y finalmente, coronel.

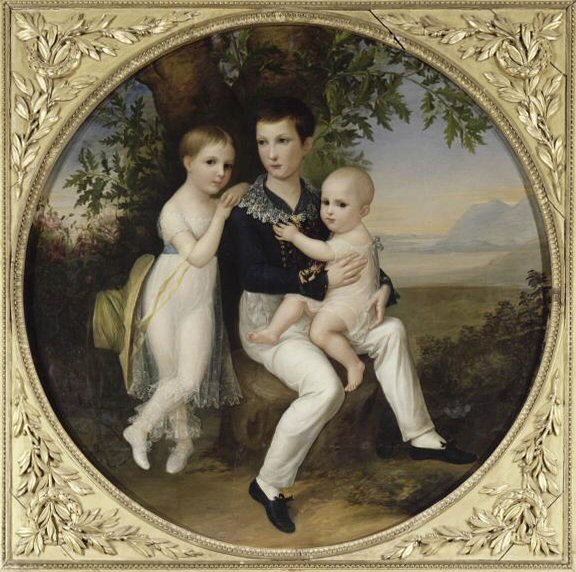
Jerónimo Napoléon (centro), con su hermano menor Napoleón José en sus rodillas y su hermana Matilde a la izquierda.

A principios de la década de 1840 Jerónimo Napoleón se reunió y recibió al autor Charles-Victor Prévot, vizconde d'Arlincourt en Stuttgart, que escribió sobre el joven príncipe: «El príncipe Jerónimo de Montfort, dotado de un rostro apuesto y de una fisonomía graciosa, es francés de espíritu y de corazón, habla y no sueña más que con Francia: hablando de los hijos de esa gran nación, siempre dice 'nosotros'. Su posición en Stuttgart es brillante; y sin embargo parece que preferiría el hogar más modesto en Francia al palacio extranjero más hermoso. Le conté del fallecimiento de Napoleón; escuchó extasiado. Le hablé de la llegada del Duque de Bourdeaux; escuchaba con interés. 'Eterna gloria', me decía el príncipe, 'a quienquiera que haga feliz a Francia!' Tal también fue mi pensamiento."
De mala salud desde la infancia, en 1845 Jerónimo Napoleón pidió permiso para viajar a Vernet-les-Bains para beber de su agua de manantial, pero el gobierno del rey Luis Felipe I de Francia se negó a permitirle entrar en territorio francés. Murió soltero y sin hijos, en Florencia en 1847, a los 32 años. Como el hijo mayor de Jerónimo Bonaparte, Jerónimo Napoleón se había levantado para heredar sus títulos y demandas; en lugar de ello su hermano menor, Napoleón José Carlos Pablo Bonaparte, sucedió al trono de Westfalia, y su hijo Napoleón Víctor Bonaparte finalmente se convirtió en jefe de la Casa de Bonaparte.